# Stonkers
Stonkers ist ein Echtzeitstrategiespiel und wird als eines der ersten Spiele angesehen, welche Echtzeitelemente in strategische Spiele einbrachten. Es wurde 1983 für den ZX Spectrum geschrieben und von Imagine Software vertrieben. Das Design stammte von D.H. Lawson and John Gibson, welcher es auch programmierte. Für die Grafik zeichnete Paul Lindale verantwortlich.
Stonkers wird mit Tastatur oder Joystick bedient. Im Spiel steuert man Infanterie, Artillerie, Panzer und Versorgungslaster. Während der Fortbewegung verlieren sie Energie. Um diese zu regenerieren, muss eine Versorgungseinheit zur selben Stelle gebracht werden. Die Versorgungseinheiten werden erneuert, sobald ein Schiff im Hafen einläuft. Informationen über Geschehnisse werden in einem Laufband am Bildschirm wiedergegeben.
Das Spiel enthielt viele Programmfehler und stürzte in frühen Versionen bereits nach ein paar Minuten Spielzeit ab.